# Экбатана
Экбата́на (др.-греч. Ἐκβάτανα, Ἀγβάτανα, арам. Hagmatana) — название двух городов в Мидии: главный город Атропатены, или Малой Мидии (на севере), и столица Великой Мидии (на юге).
Северная Экбатана — столица Кира, окружённая семью стенами, возвышавшимися друг над другом зубцами, выкрашенными в цвета белый, чёрный, пурпурный, голубой, красный, серебряный и золотой (соответственно пяти планетам, луне и солнцу). В «Авесте» она описывается, как укреплённый и населённый город. Геродот приписывает основание Экбатаны Дейоку; в книге Иудифи есть описание Экбатаны и её стен, якобы выстроенных Арфаксадом. Некоторые исследователи полагают, что этом же городе, говорится в книге Товита и развалины северной Экбатаны они отождествляют с развалинами Тахт-е Солейман, где можно распознать овальную ограду из квадратных каменных плит, конический холм, бассейн с питьевой водой. Город существовал до XIII века и пришёл в упадок после нашествия монголов.
Южная Экбатана (Агамтану в ассирийской клинописи), теперь Хамадан, стала главным городом Великой Мидии при Дарии I и летней резиденцией персидских царей из династии Ахеменидов (Страбон XI, XIII; Ксенофонт, Анаб., III, V; Диодор II, XIII), живших в великолепном дворце, якобы построенном (по грекам) Семирамидой. Александр Великий занял её после битвы при Арбелах и нашёл здесь казну Дария III. Позже она была под властью Селевкидов. Полибий даёт такое описание Экбатаны: «Царский дворец имел 7 стадий в окружности; у дворца была цитадель, но город не имел стен». Богатство и великолепие Экбатаны и дворца, разграбленных Александром Великим, а потом при Антигоне и Селевке Никаноре, даёт Полибию основание называть Экбатану первым городом и говорить, что он удобен для писателей, любящих чудеса, но не для правдивых историков. Во дворце все деревянные части были из кедра и кипариса; балки, потолки и колонны были обшиты серебряными и золотыми пластинками; кровельные доски были из чистого серебра. В так называемом храме Эны были колонны, отделанные золотом.

## Галерея
- Золотой ритон (сосуд для питья) периода Ахеменидов Ирана, раскопанный в Экбатане. Хранится в Иранском национальном музее.
- Храм Нового Огня Шиян Малайер — единственная сохранившаяся реликвия мидийской эпохи в Хагматане
- Часть подземного города Хагматана на холме Хагматаны
- Основное исследованное место холмов Хагматаны
- Экбатана, древнегреческие монеты в Старом музее Берлина
- Скелет человека в музее Хагматана, который хранится в том виде, в котором он был найден
- Кувшины с едой и водой хранятся в музее Хагматана